# Белорус (Кемеровская область)
Белорус — посёлок в Новокузнецком районе Кемеровской области. Входит в состав Сосновского сельского поселения.

## География
Центральная часть населённого пункта расположена на высоте 292 метров над уровнем моря. Площадь — 68,1 га. Расположен примерно в геометрическом центре поселения и полностью окружен лесами. 

## История
Основан в 1920-е годы переселенцами из Белоруссии и назван по их национальности. Работал цех Новокузнецкой лыжной фабрики по производству болванок, запущенный в связи с истощением запаса берёзы в 1960 году в посёлке Апанас.

## Население
В 1968 году в посёлке (на тот момент Николаевского сельсовета) 113 человек и 34 хозяйства. В 1970 году 73 человек (37 мужчин, 36 женщин). В 1989 году 6 человек (по 3 мужчины и женщины). В начале 1990-х годов 50 % жителей — белорусы. В 2002 году из 27 человек (15 мужчин, 12 женщин, русских 59 %, белорусов 37 %). В 2010 году по Всероссийской переписи населения 8 человек (3 мужчины, 5 женщин), а по материалам генерального плана, разработанного ИТП «Град», 9 человек.

## Инфраструктура
Три садовых участка (2001), преобладает частная одноэтажная застройка. Почта, церковь (храм-часовня) Николая Чудотворца (освящена в 2011 году). Гравийно-щебеночная дорога-подъезд длинной в 6,4 км.

### Связь
Теле-, радиовещание в посёлке осуществляют:
- ООО «Орион Экспресс» и ООО «Телекарта» (Телекарта);
- ООО «Спутниковое ТВ» (МТС);
- ООО «НТВ-ПЛЮС» (НТВ-Плюс);
- НАО «НСК» (Триколор ТВ).